# Jotunheimen

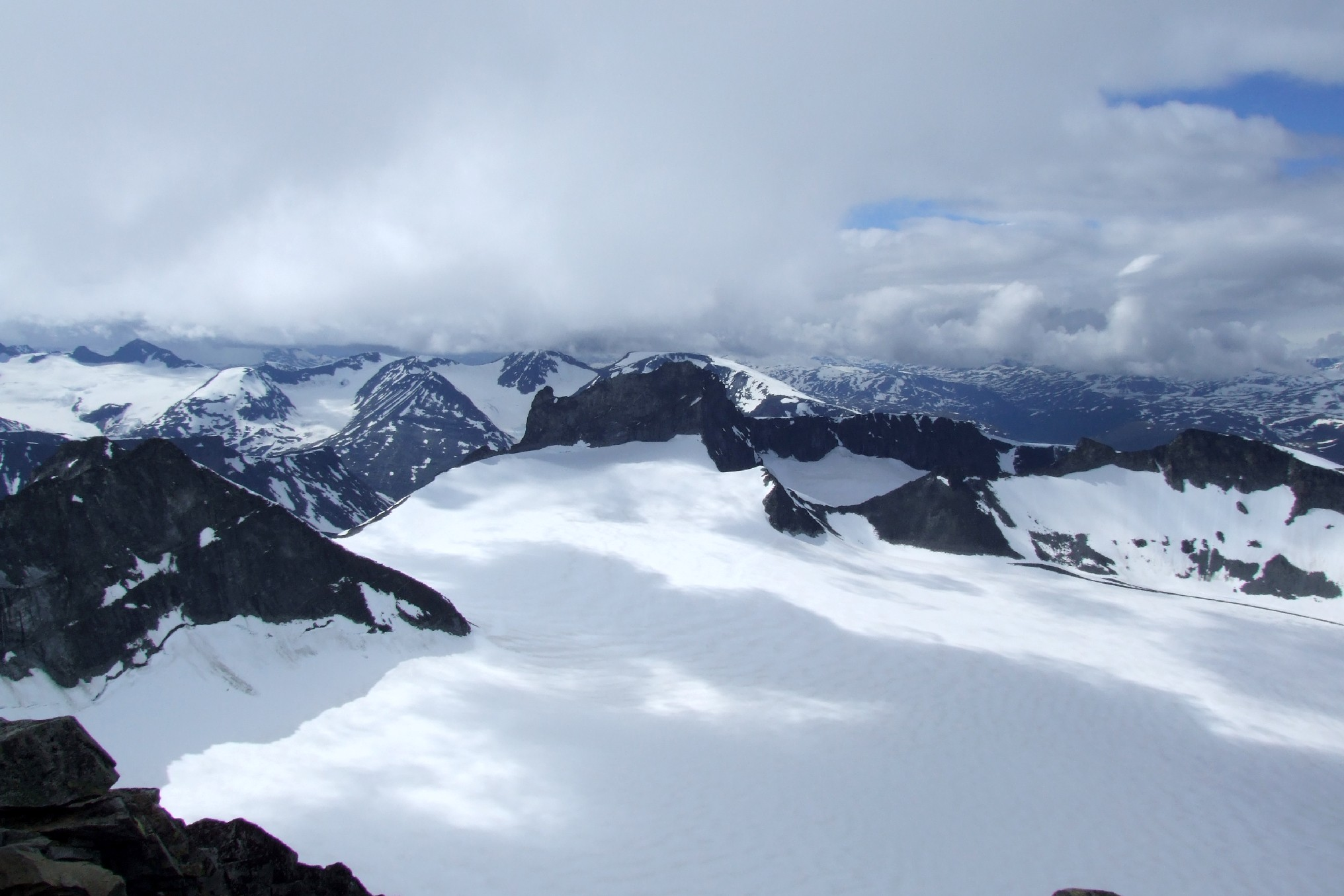
Szczyty górskie Jotunheimen widziane ze szczytu Galdhøpiggen

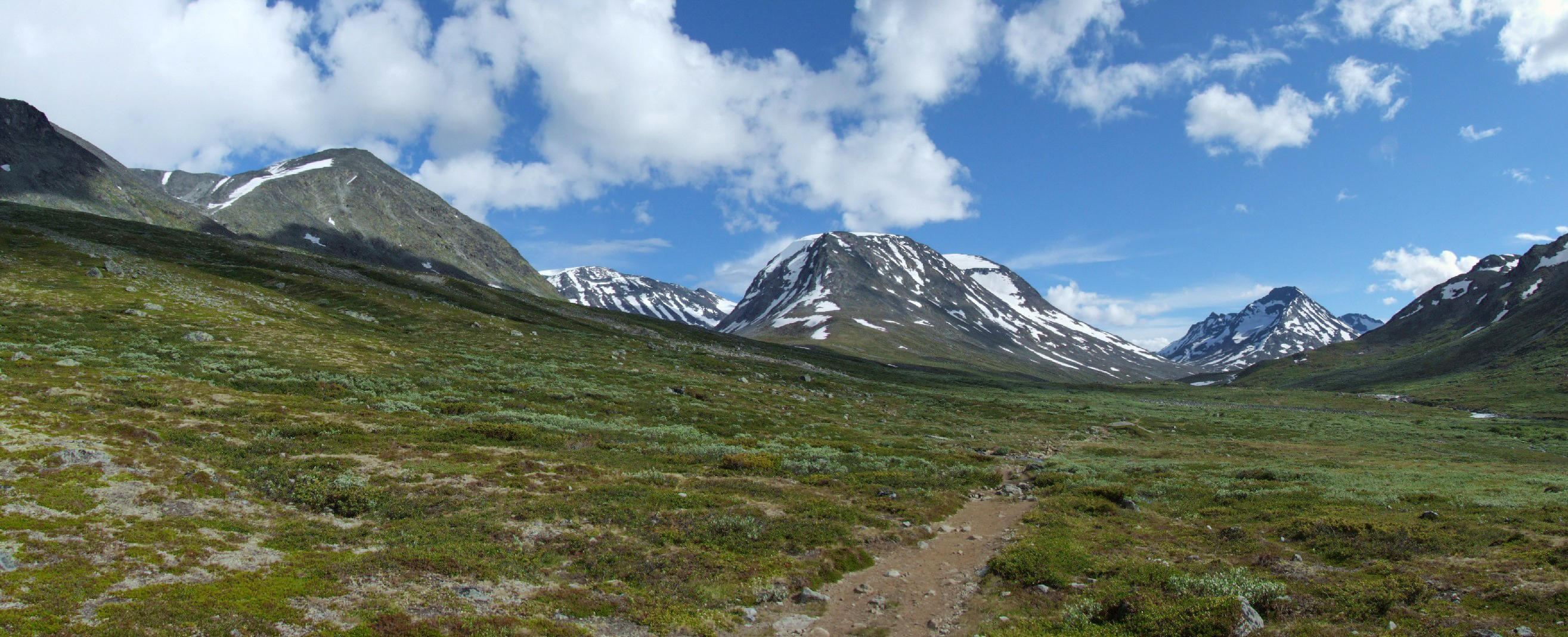
Dolina rzeki Visa (Visdalen)

Jotunheimen (w wolnym tłumaczeniu Dom Gigantów) – pasmo górskie w Górach Skandynawskich położone na południu Norwegii, zajmujące powierzchnię około 3500 km². Znajdują się tam dwa najwyższe szczyty Skandynawii, w tym najwyższy szczyt Europy Północnej – Galdhøpiggen (2469 m n.p.m.) i Glittertind (2452 m n.p.m.) – drugi pod względem wysokości szczyt Półwyspu Skandynawskiego. Jotunheimen znajduje się w regionie Oppland i Sogn og Fjordane. Od 1980 roku 1145 km² pasma zostało wydzielone i objęte ochroną w ramach Parku Narodowego Jotunheimen.

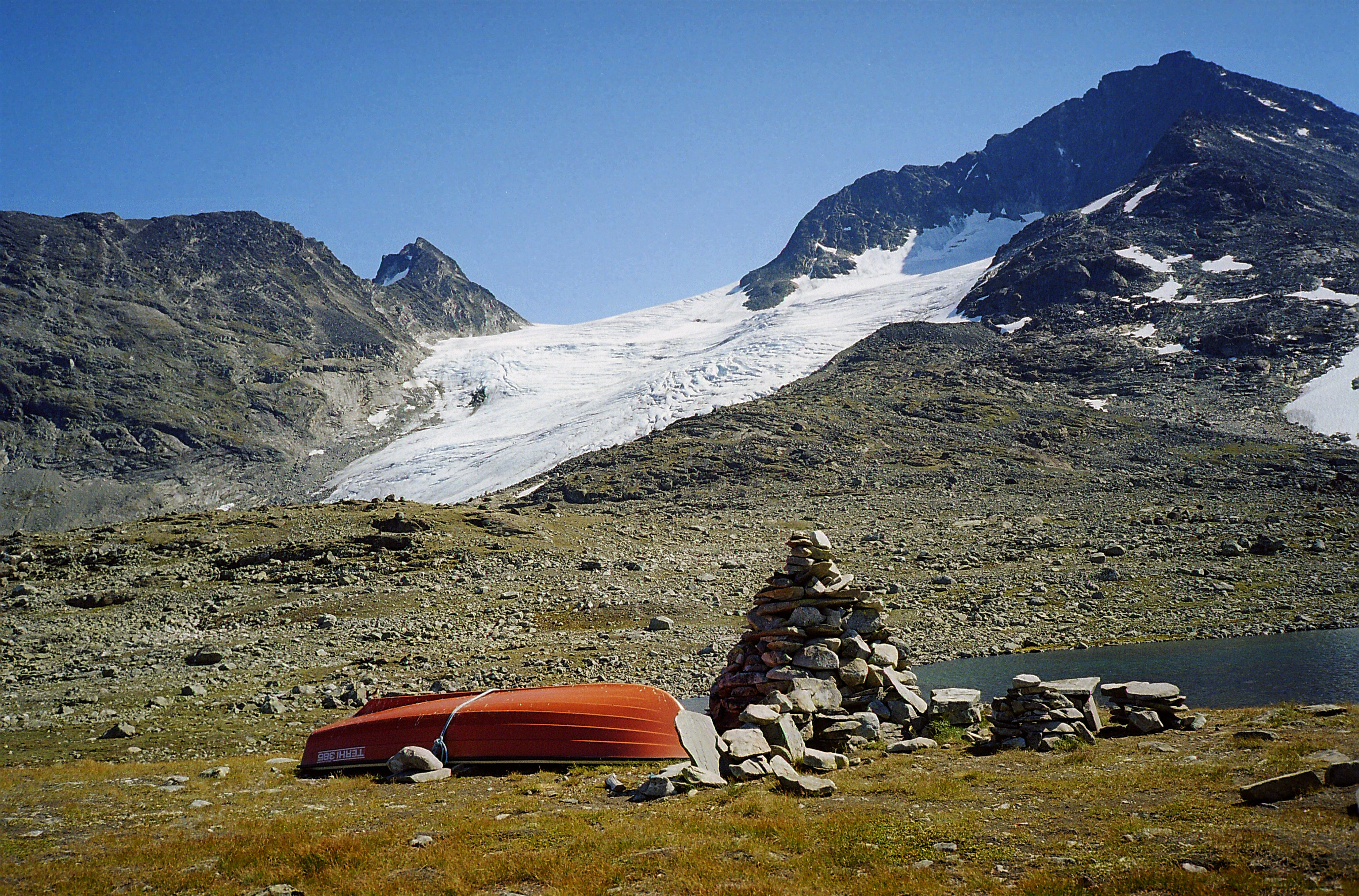
Park Narodowy Jotunheimen – na pierwszym planie kamienny kopczyk, norweska metoda oznaczania szlaku turystycznego
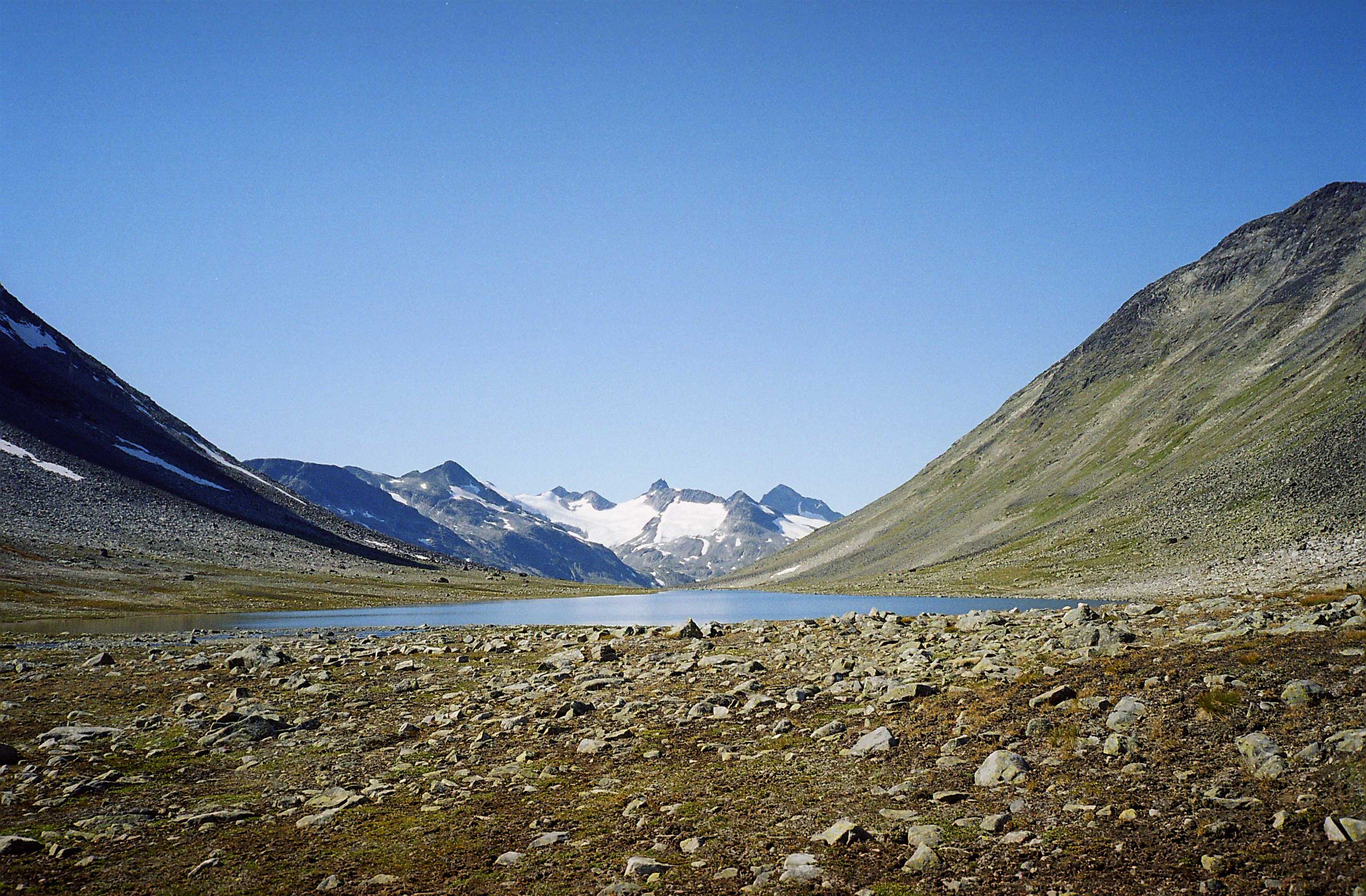
Park Narodowy Jotunheimen
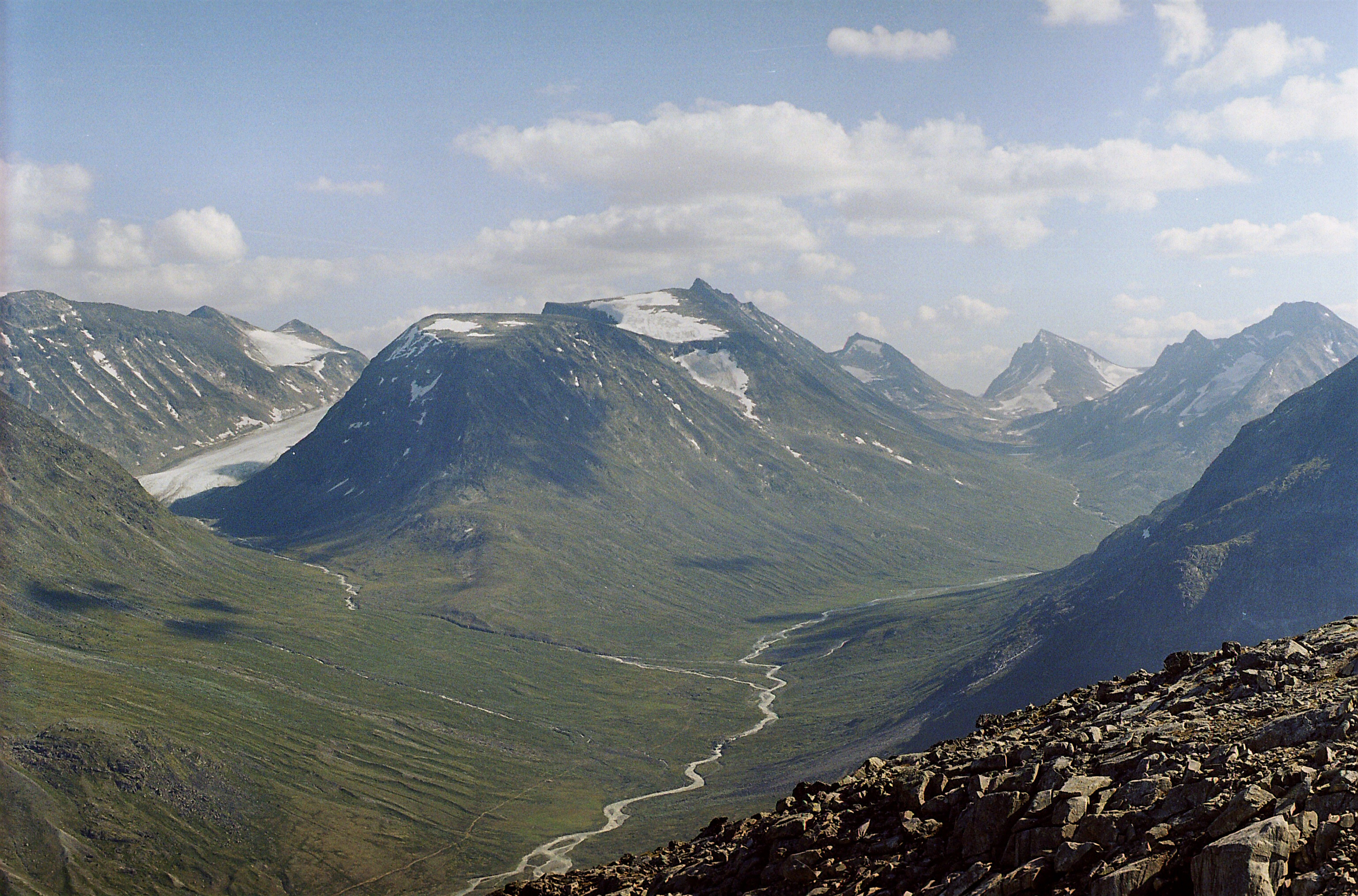
Park Narodowy Jotunheimen widok z drogi na szczyt Galdhopiggen od strony schroniska Spiterstulen
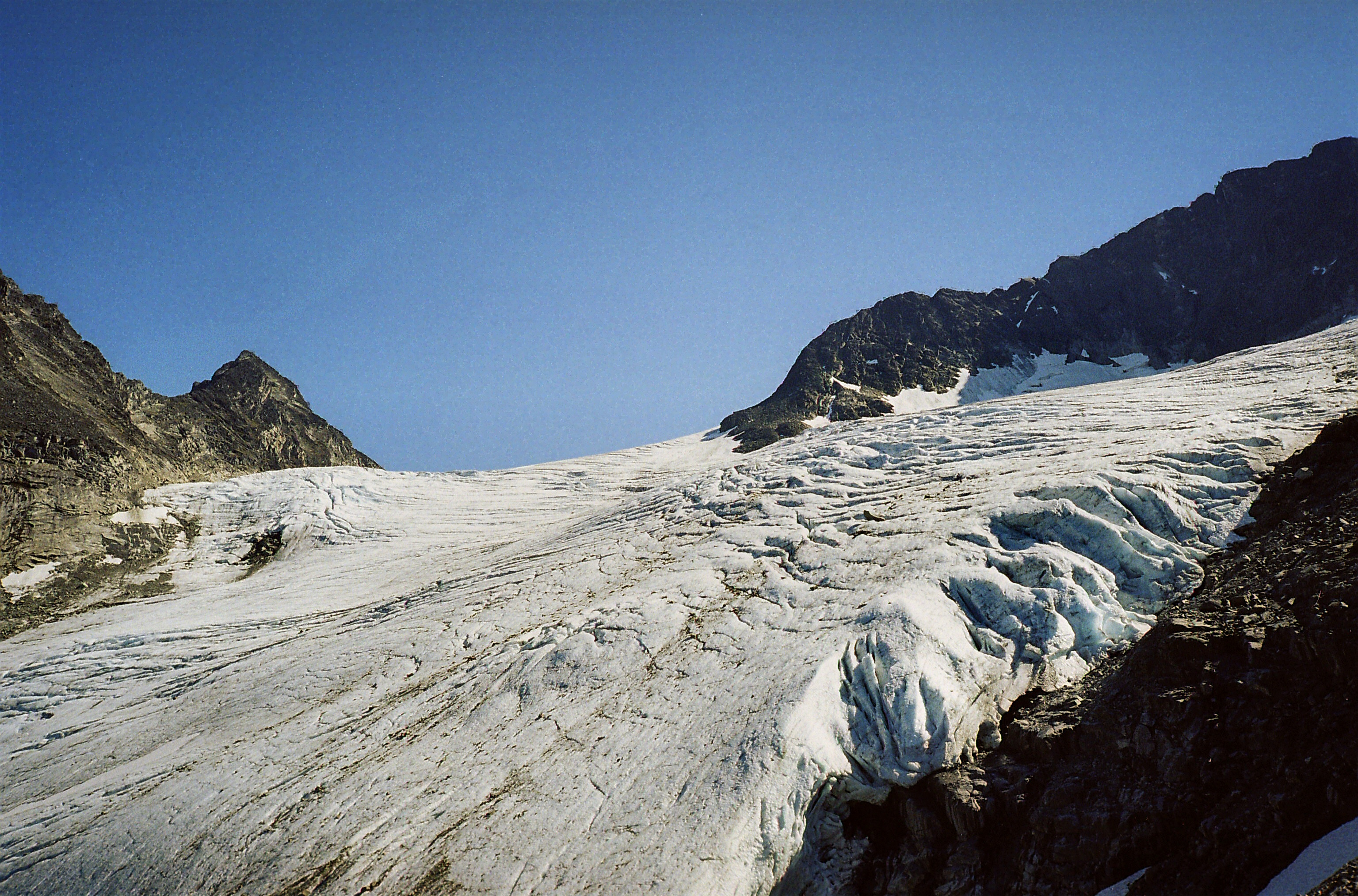
Lodowiec w łańcuchu Jotunheimen